# Tekstanalyse
Tekstanalyse is het op gestructureerde wijze analyseren van tekst en context. Het is een werkwijze die in de taalkunde specifiek gevolgd kan worden bij het begrijpend lezen van een tekst en het doorgronden van de betekenis ervan. Tekstanalyse vormt dan een onderdeel van de taalbeheersing als wetenschappelijke discipline.
Tekstanalyse is anderzijds ook een technologisch proces om via ICT kennis te putten uit documenten, een manier om tekst te valoriseren.

## Algemeen
Bij het maken van een tekstanalyse wordt met name gekeken naar:
- de wijze waarop bestaande teksten zijn opgebouwd, en hoe dit geïmiteerd kan worden
- de wijze waarop bestaande teksten kunnen worden verbeterd

Tekstanalyse houdt zich dus niet meer zozeer bezig met vraag hoe je je eigen teksten kunt scheppen, maar wel weer hoe je een gemaakte opzet kan verbeteren.
Bij tekstanalyse wordt de tekst op een andere wijze gelezen en bestudeerd dan doorgaans gebruikelijk. Zo wordt er niet alleen naar de inhoud, maar ook naar de vorm gekeken. Men kan bijvoorbeeld specifiek kijken naar "het gebruik van ruimte op een papier of de frequentie van bepaalde woorden." Men kan daarnaast ook kijken naar zaken als niveaus van een tekst, zinslengte, opbouw en argumentatie.

## Geschiedenis
In de Middeleeuwen vormde de tekstanalyse al een onderdeel van het basisonderwijs van de scholastiek. Grammatica was een van de drie basisvakken van het Triviumonderwijs.
In de Renaissance meende men dat de schrijver of kunstenaar zich in drie stadia kon ontwikkelen:
- imitatio, het imiteren van de grote meesters
- aemulatio, het verbeteren van bestaande teksten, en
- creatio, het scheppen van eigen voortbrengselen

Tekstanalyse was vooral in de eerste twee stadia van belang.
Met de opkomst van de moderne taalbeheersing in de Moderne Tijd zijn allerlei methoden ontwikkeld om tekstanalyses te structureren. In de jaren 1960 heeft de Franse filosoof Jacques Derrida met zijn deconstructie getracht aan te tonen dat teksten altijd op verschillende manieren kunnen worden uitgelegd.

## Methoden
Er zijn verschillende methoden voor het analyseren van tekst ontworpen:
- Zo heeft Willem Drop een methode ontwikkeld om met zogenaamde stofschema's en series topische vragen een tekst te analyseren.
- Met de Flesch-Douma-formule kan men "de begrijpelijkheid van een tekst globaal meten door het tellen van lettergrepen, woorden en persoonsfactoren in een tekst".
- Met de zogenaamde plus-minmethode kunnen proeflezers een tekst in de kantlijn spontaan voorzien van plussen en minnen, waarmee men de begrijpelijkheid en waardering voor een tekst kan testen.
- Het AVI-systeem van de KPC-groep bepaalt de leesbaarheid van een tekst voor het basisonderwijs.
- In sommige handboeken worden vijf methoden vooropgesteld om teksten te analyseren en te evalueren: functionele analyse, coherentie-analyse, retorische analyse, argumentatie-analyse en genre-analyse.[6][7]
- kwantitatieve tekstanalyse, met name om de invloed te meten van bepaalde belangengroepen op beleidsteksten.[8][9] Hiervoor wordt specifieke software gebruikt zoals Wordscores.[10] of Wordfish[11] Zo kon bijvoorbeeld de invloed van de tabakslobby op de recente tabaksrichtlijn van de EU gemeten worden.[12][13]

## Verwante disciplines
Tekstinformatie wordt ook geanalyseerd in een aantal verwante disciplines:
- business intelligence, het proces van gegevens (meestal uit het eigen bedrijf) te analyseren, met het oog op efficiënte actie.
- informatiekunde legt zich toe op het ontsluiten van informatie, binnen een bedrijfscontext dan wel in wetenschappelijk onderzoek.
- narratologie, een tekstbenadering in de literaire kritiek en in de antropologie, die het vertellen (of de vertelwijze) van verhalen als haar studieobject kiest. De narratologie in wijde zin omvat zowel de verhaaltheorie als de verteltheorie.
- stylometrie
- tekstlinguïstiek, het analyseren van teksten op zinsoverstijgend niveau (een vergelijkende discipline binnen de toegepaste taalkunde).
- textmining, softwarematige analyse van grote hoeveelheden tekstmateriaal.
- Tekstlinguïstiek
- Tekstontwerp